# Język warli
Język warli – język indoaryjski, którym posługuje się około 600 tysięcy członków grupy plemiennej Warli, zaliczanych do tzw. adiwasi, zamieszkującej w indyjskich stanach Maharashtra i Gudżarat.